# Stříbrnický potok (přítok Krupé)
Stříbrnický potok, někdy též Stříbrník, pramení na východním svahu masívu hory Stříbrnická v pohoří Králický Sněžník ve výšce asi 1 070 m n. m. Teče ze svahů k východu, později se stáčí k jihovýchodu až jihu a asi po 3 km od pramene uhýbá opět k východu. Z hor přibírá četné další zdrojnice. Protéká vsí Stříbrnice (dnes část Starého Města) a nakonec se zprava vlévá do říčky Krupá (což je přítok Moravy v povodí Dunaje) ve výšce asi 566 m. Délka toku činí 5,2 km. Plocha povodí má rozlohu 9,0 km².